# Джованні Баттіста Грассі
Джованні Батіста Грассі (італ. Giovanni Battista Grassi; 27 березня 1854, Ровелласка — 4 травня 1925, Рим) — італійський паразитолог, зоолог, ентомолог, відомий дослідженнями гельмінтів і малярії.

## Біографія

### Роки навчання
Народився в Ровелласке, провінція Комо, в сім'ї Луїджі Баттіста Грассі, державного чиновника, і Констанс Маззукчеллі, селянського походження. Після навчання у приватній школі Болчі-Стуккі-ді-Саронно, початкового ліцею в Комо, ліцею Вольта, у жовтні 1872 року він вступив на медичний факультет Університету Павії.
Він був запальним натуралістом і часто його бачили блукачем по полях, який спостерігав і збирав комах. У 1876 році студент Грассі, перебуваючи у Ровелласі, помітив, що відбулася масова смерть котів через абсолютно невідомі причини. Розтин мертвих тварин показав, що причиною був паразит, дуже схожий на Ancylostoma duodenale, що спричинює захворювання з тяжкою анемією в людей у тропічних країнах.

### Наукова кар'єра
У 1878 році він закінчив університет, вирішив застосувати отримані знання для вивчення людського паразита. У тому ж році, коли він побачив жінку, що страждала на тяжку форму анемії, підозрюючи, причиною стала анкілостома, і зрештою знайшов яйця паразита у фекаліях жінки. Через свою особливу схильність до зоології, він отримав стипендію, вирішив залишити Павію і переїхав спочатку до зоологічної станції Мессіни, а потім до зоологічної станції Неаполя.
У 1879 році переїхав до Гейдельбергу (Німеччина), де залишився до 1880 року, щоб пройти навчання в лабораторії видатного зоолога і анатома Карла Гегенбаура, одного з основоположників філогенетичного напряму в порівняльній анатомії, прихильника і послідовника Чарлза Дарвіна. У Гейдельберзі Грассі познайомився з дослідником Марі Кьонен, яка спочатку була його помічницею, а потім стала його дружиною. Вони мали дочку Ізабеллу.
З 1879 р. він разом з братами Парона почав займатися стрічковими гельмінтами і був першим, хто продемонстрував, що весь життєвий цикл збудника гіменолепідозу Hymenolepis nana може реалізуватися в одній людині без необхідності проходити через проміжного господаря. Він також зміг показати, що блохи є проміжним господарем Taenia cucumerina. З огляду на погані гігієнічні умови італійської сільської місцевості, дитині було дуже легко вжити молоко, забруднене інфікованими блохами, вступаючи в контакт з цим небажаним переносником. Саме в ті роки Грассі зрозумів важливість виявлення проміжних хазяїв з метою боротьби з найпоширенішими паразитарними хворобами того часу. У 1881 році він також зміг продемонструвати дизморфізм у Anguillola intestinalis, а Ascaris lumbricoides розвивається безпосередньо з яєць, які люди випадково проковтнули.
У 1883 році, лише двадцяти дев'яти років, після конкурсу, його призначено професором зоології, анатомії та порівняльної фізіології в Університеті Катанії, де він відновив дослідження паразитів гельмінтів і одночасно у співпраці з вченим Сальваторе Каландруччо вивчав життєвий цикл вугрів, метаморфоз личинок морського вугра.
В ентомології Грассі став найбільшим знавцем суспільного життя термітів, у 1886 році описав новий вид павукоподібних.

#### Дослідження малярії
Слідуючи ідеям першовідкривача малярійного плазмодія Альфонса Лаверана, Грассі в 1878 році, через оптичний мікроскоп помітив, що в крові померлих від малярії містилися таємничі пігментні тіла, що відрізнялися від бактерій. У 1890 році, у співпраці з клініцистом Раймондо Фелетті виявили Plasmodium vivax, не маючи можливості ідентифікувати механізм передачі інфекції. Деякі науковці, включаючи Альфонса Лаверана, підозрювали, що відповідальним переносником може бути комар. Зокрема, Патрік Менсон показав, що філяріоз може передаватися людям від комах і підтримав тезу, що малярія може передаватися комаром подібно до того, що він сам доказав для роду Filaria. За напрямками Менсона Грассі співпрацював з Рональдом Россом, англійським військовим лікарем, який служив у тропічних країнах, де вивчав малярію. У той же період Грассі разом з Фелетті між 1891 і 1892 роками виявив паразита малярії птахів Protosoma praecox, який дуже нагадував Plasmodium vivax. У рамках дослідницької діяльності Грассі вирішив з'ясувати взаємозв'язок між малярією та комарами. По-перше, він відмітив, що там, де були випадки малярії, поширені також комарі, а також, що у всіх регіонах поширення комарів були випадки малярії. Виходячи з цього спостереження, він дійшов до висновку, що тільки один конкретний вид комара відповідає за передачу малярії. Після результатів, отриманих Рональдом Россом з досліджень, проведених в Індії 1897 року відносно малярії людини та експериментальної демонстрації передачі малярії птахів від комарів Culex pipiens, у липні 1898 Грассі зробив ґрунтовне біогеографічне дослідження, що дозволило йому співвіднести наявність людської малярії з певним родом комарів Anopheles. У співпраці з патологоанатомами Джузеппе Бастіанеллі та Аміко Бігнамі він вивчив життєвий цикл Plasmodium у людей і комарів, а в листопаді 1898 року Грассі експериментально довів можливість передачі малярії здоровому добровольцю через укус комарів, зібраних у малярійних зонах. У наступному році він зміг довести, що комари Anopheles заражаються, коли вони кусають інфіковану людину і оголосив «закон Грассі»: «малярія дорівнює комари + інфіковані люди». У період між 1900 і 1902 роками Грассі у співпраці з лікарями Г. Ноєм, Г. Пітталунга і Г. Річчіолі здійснив серію експериментів, спрямованих на пошук рішення знешкодження малярії, яка уразила територію Остії і рівнину Капаччо, успішно продемонструвавши ефективність механічного захисту від малярії. Ці заходи складалися з: непроникного для комарів житла, невиходу людей з житлових будинках після заходу сонця і до світанку, прикріплення металевої сітки до дверей і вікон з метою мінімізації контакту з комахами. Для того, щоб мати змогу боротися з малярією найкращим чином, Грассі запропонував парламенту провести кампанію з індивідуальної хіміопрофілактики, яка передбачала прийом хініну, який вбиває малярійних плазмодіїв, яка почалася в 1901 році і продовжувалися в наступні роки до проведення рекультивації територій.
Наприкінці XIX століття Рональд Росс почав активну кампанію проти італійських дослідників, щоб претендувати на пріоритет у відкритті механізму передачі малярії, безумовно, з перспективою отримати Нобелівську премію. Зокрема, він поставив під сумнів оригінальність досліджень Грассі, наполягаючи на тому, що це його, Росса, свідчення про те, що «крилатий сірий комар з крилами» відповідає за передачу малярії, скерувало Грассі в ідентифікації переносника. Виникла велика суперечка, задокументована в різних виданнях, що трактувалося як особисті амбіції, особиста і національна гордість, проте яка мало стосується науки. Згідно з деякими істориками медицини, Росс першим виявив передачу малярії від однієї птиці до іншої через укус комара. Однак, за даними тих самих науковців, Грассі першим ідентифікував комарів Anopheles як переносника малярії. У 1902 році за відкриття способу передачі малярії Росс був удостоєний Нобелівської премії з медицини. Це не було прийнято Грассі, який, реагуючи на цей вибір Нобелівського комітету, вирішив відмовитися від своїх досліджень малярії і присвятити себе іншому: вивченню життєвого циклу паразитів винограду філлоксер (зокрема Phylloxera vastatrix), які наприкінці ХІХ століття спричинили значну шкоду, що вони нанесли виноробству, спричинивши незліченні припинення виробництва вина в Європі. У своїх дослідженнях він зміг продемонструвати різницю пошкоджуючої дії європейських та американських видів, пропонуючи відповідні заходи контролю. У цей же час Грассі зацікавився темами соціальної медицини, проводив дослідження фосфорного некрозу, що розвивався у деяких людей і сприяв появі ендемічного зобу в деяких італійських альпійських долинах. З 1903 року вперше в Римському університеті став викладати агроентомологію.
Наприкінці Першої світової війни відбулося серйозне повернення малярії в деяких регіонах Італії, і це призвело до того, що Грассі знову повернувся до роботи з нею. У 1918 році він заснував «Обсерваторію малярії» у Фьюмічіно, в дельті Тибра, де він вивчав звички комарів і здійснив велике епідеміологічне дослідження щодо захворюваності на малярію в цьому районі, пропонуючи різні методи профілактики. Починаючи з 1918 року він досліджував популяції комарів роду Anopheles у трьох різних населених пунктах — біля Неаполя, в провінції Лукка і поблизу Павії, де наявність комарів Anopheles не супроводжувалася поширенням малярії. Після трьох років досліджень Грассі довів, що існували види цього роду, що не кусали людей, а тільки тварин. Грассі продовжував вивчати малярію надалі, виправляючи власний рукопис з біології комарів Anopheles superpictus до самої смерті у Римі 4 травня 1925 року. За його останнім побажанням, він був похований на невеликому кладовищі Ф'юмічіно.
Упродовж певного часу був депутатом Палати депутатів Італії.